# James
A James Karácsony János második albuma, mely a 3T PolyGram kiadásában jelent meg 1996-ban. Ezen az albumon is jobbára az előző album zenészeivel dolgozott együtt, Sztevanovity Dusán írta a szöveget, Presser Gábor zongorázott, valamint ő írta három dalnak: Ringass, ringass még, Újra és újra és a Valami történt a zenéjét, az összes többi Karácsony János szerzeménye. Ez az album bár nagyobb promóciót kapott, és ismert volt a maga idejében, mégsem lett sikeres, ugyanis nem került fel a MAHASZ albumeladási listájára.

## Dalok listája
1. Ringass, ringass még 4:13
2. A zene 3:13
3. Újra és újra 2:13
4. Késő 5:22
5. Végre megvan 3:45
6. Mese 5:56
7. Valami történt 4:40
8. Nem szeretlek 3:46
9. Ne hidd el 5:00
10. hadd szóljon 3:00
11. Újra gondolj rám 6:13
12. Akkor is várok majd rád 1:44

## Közreműködő zenészek
- Karácsony János: ének, Hohner elektroakusztikus gitár, Roland VG-8 gitárszintetizátor, Washburn elektromos gitár
- Borlai Gergely: Remo dobok, Zildjian cintányérok, Hohner
- Horváth Kornél: Ütőhangszerek
- Presser Gábor: Zongora és szintetizátor
- Tóth Tamás: Basszusgitár
- Horváth Sándor: Szaxofon